# Hielo (personaje)
Hielo (Tora Olafsdotter) es un personaje Noruega ficticia, una superheroína de cómic en las publicaciones de DC Comics.
Kimberly Oja interpretó a Hielo en la película piloto de 1997 Justice League of America.

## Historial de publicaciones
Su primera aparición fue en Justice League International N.º 12 (abril de 1988) y fue creada por Keith Giffen, J. M. DeMatteis y Kevin Maguire es de origen finlandesa.

## Historia
En un principio, era el mismo personaje que la Doncella de Hielo pero por razones narrativas se estableció más adelante que serían personajes diferentes y que Hielo habría reemplazado a Doncella de Hielo en los Guardianes Globales. 
Luego de la separación de dicho grupo, se presentó junto a Llama Verde a solicitar un puesto en la Liga de la Justicia Internacional. Dado que Canario Negro había renunciado y que varios otros miembros habían sido secuestrados, fueron aceptadas en el grupo. Ambas fueron una pareja habitual de la serie, y cambiaron sus nombres por Fuego y Hielo. 
Hielo mantuvo una relación romántica con Guy Gardner, a pesar de la oposición de Fuego. 
Hielo fue asesinada por el Overmaster años después.
Luego de establecer que no se trataba de la Doncella de Hielo original, dicho personaje fue vuelto a utilizar por DC, y se unió también a la Liga.

### En el infierno
En la publicación Antes conocidos como Liga de la Justicia, Booster Gold se envía a sí mismo y a sus compañeros al infierno al manipular imprudentemente un artefacto del Dr. Destino y parodiar a un supervillano. Allí encuentran a Hielo, y Guy Gardner la abraza románticamente. Para impedir que el amor se manifestara en el infierno, el demonio Etrigan les permite marcharse, con la condición de que Hielo los seguiría por detrás y sería libre si ninguno se daba vuelta para ver que siguiera caminando con ellos. Pero ni Guy ni Fuego resisten la tentación, se dan vuelta, y Hielo desaparece.
Al salir del infierno el grupo aparece en una dimensión paralela con duplicados malignos de los "Super buddies". En la misma Hielo es una asesina bajo las órdenes de Max Lord, y que tiempo atrás había matado a la Fuego de dicha realidad.

## Justice League: Generation Lost
Tras los acontecimiento de Crisis Infinita, Crisis Final, y especialmente Blackest Night, y como crossover de Brightest Day actualmente, algunos miembros de la extinta Liga de la Justicia Internacional son protagonistas de un complot del resucitado Maxwell Lord, quien después de ser revivido y haber borrado a casi todos los héroes del universo DC los recuerdos sobre los sucesos de Crisis Infinita, Max ha decidido comprometer algunos héroes (Booster Gold, Fuego, Hielo y el Blue Beetle Jaime Reyes) en un complot para evitar que se descubran sus planes de controlar a los metahumanos al lavarles sus recuerdos sobre él y sus crímenes.

## Otras versiones

### Amalgam Comics
Hielo se fusiona con el Hombre de Hielo de Marvel Comics para conformar a Témpano (Iceberg).

## Otros medios

### Televisión
- Hielo y Fuego han hecho varias apariciones en la serie animada Liga de la Justicia Ilimitada, aunque solo Fuego tuvo papeles de habla. Fuego y Hielo a menudo se ven juntos en la serie animada, como es el caso en los cómics. El disfraz de Hielo es un leotardo con una insignia de iceberg en el pecho y luce un cabello corto y blanco.
- Hielo aparece en el episodio de Batman: The Brave and the Bold, "Darkseid Descending!", con la voz de Jennifer Hale con acento escandinavo. Ella aparece como miembro de la nueva Liga de la Justicia de Batman, junto con su amiga Fuego.[2] Esta versión de Hielo es retratada como tonta, con una extraña desconfianza hacia los griegos, a quienes confunde con los Nuevos Dioses de Apokolips. En una desviación inversa de los cómics, Booster Gold coquetea con Hielo mientras Guy Gardner inicialmente coquetea con Fuego. Ella reaparece como miembro de la Liga de la Justicia en los episodios "Shadow of the Bat!", "Time Out For Vengeance!" y "Powerless!" En "Time Out For Vengeance!", Guy comienza a golpear a Tora, reflejando su relación en los cómics. En "Shadow of the Bat!", Le revela a Fuego que está enamorada de Aquaman porque le encanta el olor a pescado.
- Hielo aparece en Mad, donde trata de atraer a Superman, Batman y Wonder Woman acerca de ser llamados "Super Friends".
- Clare Grant expresó a Hielo en el especial Robot Chicken DC Comics Special. Ella aparece fuera del museo en el momento en que el Sr. Frío, el Capitán Frío, Icicle II y uno de los Chillblaines planeaban robar la Estrella Azul de Egipto. Antes de que Ice pueda enfrentarse a los villanos, el museo se derrumba debido a que los villanos de hielo derribaron algunos muros de carga.
- Hielo aparece en Young Justice: Outsiders.

### Película
- Hielo protagonizó el piloto de televisión de acción en vivo de 1997 Justice League of America, interpretada por Kimberly Oja. En esta versión, ella era una meteoróloga llamada Tori (en lugar de Tora) Olafsdotter, era estadounidense en lugar de noruega, y obtuvo sus poderes de la exposición a la máquina de control del clima del villano. Ella también comenzó una relación con el Átomo en lugar de Linterna Verde.
- Hielo es interpretada por Chloe Dykstra en el cortometraje de 2011 The Death and Return of Superman.[3][4]
- En Batman y Harley Quinn, una de las camareras del restaurante que Harley Quinn trabajó durante un tiempo hace un cameo, vistiendo una versión exótica del disfraz de Hielo.

### Videojuegos
Hielo aparece como un personaje no jugador en DC Universe Online.

### Mercancía
- En Toy Fair 2007, Mattel anunció que las figuras de acción de Fuego y Hielo serían lanzadas como parte de la línea Justice League Unlimited.[5]
- DC Direct lanzará una línea de figuras de Justice League International diseñadas por Kevin Maguire. Ice se incluirá en ese set, vistiendo su traje de Global Guardians, que es lo que usó durante la carrera de Maguire por el título.